# 洛汗 (地名)

彼得·傑克森電影中展示的洛汗旗幟，書中形容為綠色原野上奔驰的白馬。

洛汗（Rohan）是托爾金（J. R. R. Tolkien）小說裡中土大陸的一個虛構王國。在托爾金最有名的著作《魔戒三部曲》中，佔有很重要的地位。
洛汗是一片草原，位於盟國剛鐸（Gondor）以北、敵國魔多（Mordor）西北。這裡是洛汗人（Rohirrim）的聚居地。洛汗人主要是牧人和農夫，他們的馬匹和騎兵非常有名。
洛汗和剛鐸是盟國。

## 地理
洛汗的國土被牧場和草原覆蓋，非常空曠，與中亞的大草原、北美的大平原及阿根廷的藩帕斯草原（Pampas）相似，屬溫暖大陸氣候，氣候受四方影響。洛汗的土地被形容為「草海」。魔戒聖戰（War of the Ring）時期，洛汗的國土面積是剛鐸的約三分之一，邊界正緩慢收縮。

### 邊界
洛汗的邊界是：西界為艾辛河（Isen）和亞多河（Adorn），接連艾辛格（Isengard）和登蘭德人的地區；南界為伊瑞德尼姆拉斯（Ered Nimrais）及摩林溪（Mering Stream），毗鄰剛鐸；東界為樹沐河（Entwash）；北界為林萊河（Limlight）。

### 城市
洛汗的首都是山壘伊多拉斯（Edoras），接近伊瑞德尼姆拉斯的山坡。另一大城是奧德博格（Aldburg），是東境的首府，由伊歐（Eorl）建立。鄧哈羅（Dunharrow）是位於伊瑞德尼姆拉斯的要塞。聖盔谷（Helm's Deep）是伊瑞德尼姆拉斯的峽谷，是洛汗的要塞。

## 文化
剛鐸的登丹人（Dunedain）相信洛汗人是他们的远亲，是第一纪元结束后仍留在中土的伊甸人后裔，称他们为「中民」（Middle Men），在文化和血統方面較努曼諾爾人低等，但較崇拜索倫（Sauron）并为他效力的黑暗人類（Men of Darkness）高等。
洛汗人並不像伊甸人（Edain）這樣到貝爾蘭（Beleriand）接受維拉（Valar）的封賞。洛汗人的祖先是伊歐西歐德（Eotheod），在凱勒布蘭特平原之戰（Battle of the Field of Celebrant）後，剛鐸將卡蘭納宏（Calenardhon）交給洛汗人。
洛汗人的特徵是高大、膚色蒼白、大部分有藍眼睛及長而結辮的金髮，性格堅定、狂熱，嚴肅但寬宏。
他們是驕傲、自視甚高的民族，但他們也是言出必行，光明正大、心地慷慨的人們，他們勇敢但不殘酷，睿智但並非飽讀詩書；他們不會以文字記錄歷史，卻是以豪壯的歌曲記述一切，就像是黑暗年代的初始人類  — 《魔戒三部曲 雙城奇謀》
在歷史上，洛汗人和精靈有聯繫，聽到過伊露維塔，但是，和登丹人一樣，他們並沒有在任何寺廟裡祭拜伊露維塔。洛汗人似乎很崇敬歐羅米，他們稱歐羅米為貝瑪（Bema）。

### 馬匹與戰爭
洛汗人以飼馬及騎兵聞名。

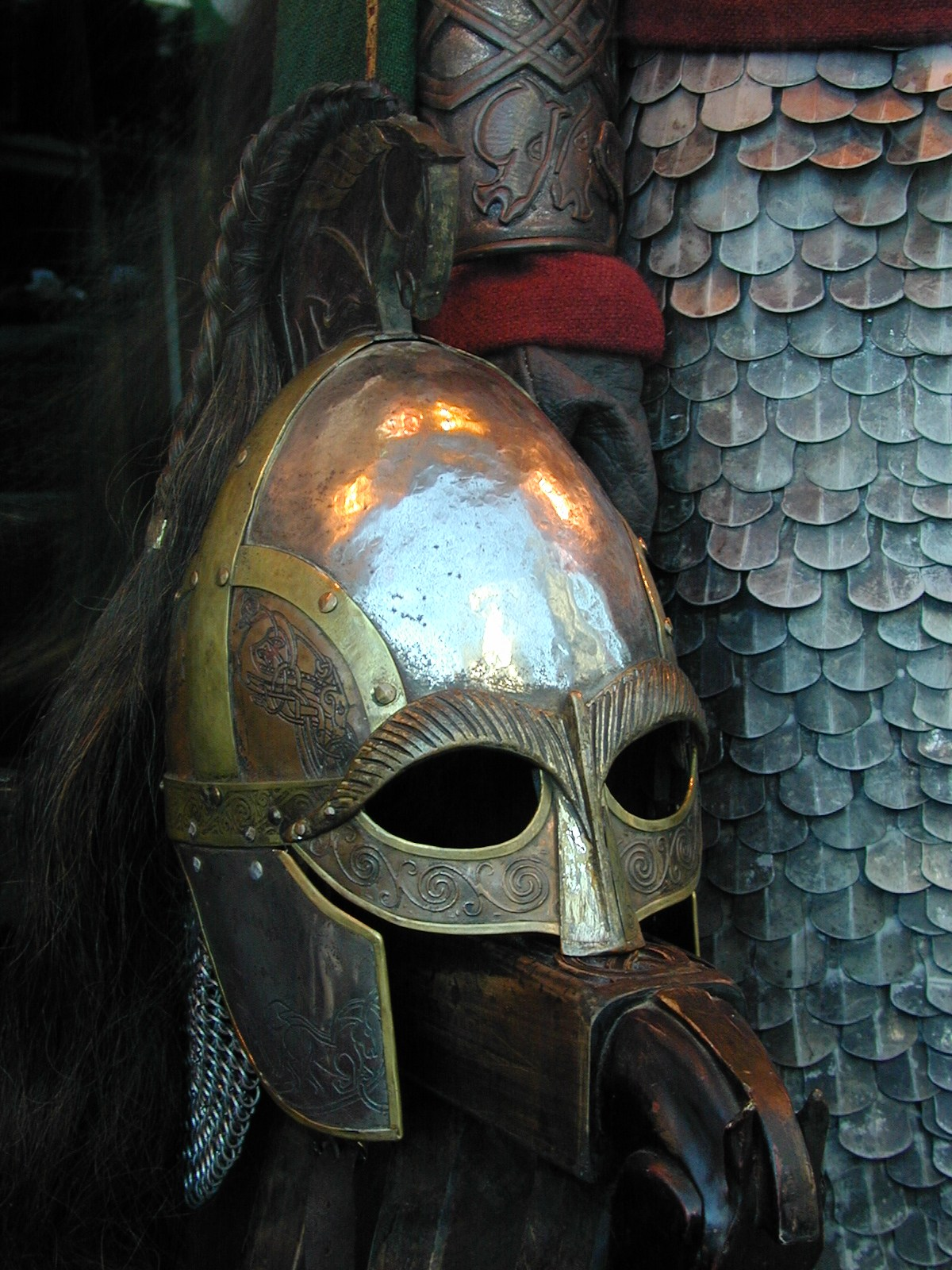
電影中洛汗軍隊的頭盔。

洛汗的軍隊幾乎全都是騎兵，軍隊多為訓練有素的義勇軍，當發生戰事時召集成軍，常規軍隊相對上較少。士兵配有圓盾、長矛、長劍、輕頭盔及薄如紙的甲衣。
戰時，所有有戰鬥力的男子都會被強制加入洛汗的檢閱。在伊歐誓言（Oath of Eorl）的約束下，洛汗軍隊須救援陷入危難的剛鐸。剛鐸會以朱紅箭（Red Arrow）向洛汗求援，也會燃點剛鐸烽火台（Warning beacons of Gondor），伊瑞德尼姆拉斯一系列的烽火台也有人操縱。戰時，阿蒙丁（Amon Din）的烽火台會首先點燃，直至最後一個烽火台，使伊多拉斯能夠注意。
洛汗的馬匹是著名的米亞拉斯（Mearas），最著名及最迅速的馬費樂羅夫（Felarof）甚至遨遊阿爾達，牠是所有米亞拉斯裡最好的一匹。
洛汗人不論在戰爭及和平狀態，都與馬匹保持緊密聯繫，所以他們非常著名。洛汗人Rohirrim在辛達林語裡解作「馬匹主人」，洛汗Rohan則解作「馬匹主人的土地」。這名字是剛鐸攝政王西瑞安（Cirion）之子哈拉斯（Hallas）所賦予的。

### 語言
在指环王里，托尔金用现代英文来描述（或者按作者的说法：“翻译”）主要以西方通用语写成的红皮书的故事，为了表现洛汗语和西方通用语的亲属关系，托尔金将其翻译成了古英文。因此，指环王里出现的古英语人名地名并非中土第三纪真正使用的形式。例如，洛汗国王Théoden（古英语：国王）的真实名称应为tûrac。洛汗人稱本國為Ridenna-mearc、Riddermark或Eo-marc，在真实的洛汗语里应为Lôgrad。
- 伊歐西歐德 Eotheod：來自「eoh」（戰馬）及「theod」（人民），在真实的洛汗语里为Lohtûr
- 葛力馬 Grima：很可能來自「grima」（假面具）
- 伊歐 Eorl：來自「eorl」（贵族）
- 希優德 Theodred：來自「teod」（人民）及「rad 」（計劃）

許多古老的哈比人名字都與洛汗語有關，這是由於夏爾（the Shire）哈比人的祖先曾居於安都因河（Anduin）的高地，哈比人给自己的称号Kuduk（哈比人）即是由洛汗語中的kûd-dûkan（洞穴建造者）而來。相应地，托尔金把kûd-dûkan翻译成了古英语的Holbytla，还给这个词造了一个假想的后代Hobbit，用以翻译Kuduk。

## 歷史
第三紀元的十三世紀時期，剛鐸國王與羅馬尼安的北方人締結盟約，這些北方人與第一紀元時的三族人類有血統關係。
二十一世紀時期，北方人的一個部落自稱為伊歐西歐德由安都因河的河谷遷移至幽暗密林的西北，那裡原本是安格馬的國境，位於迷霧山脈以東。在那裡，伊歐西歐德與矮人因巨龍史卡沙的寶藏而發生爭執。
第三紀元2509年，剛鐸受東北人類和魔多半獸人的聯軍入侵，剛鐸攝政王西瑞安向伊歐西歐德求救。伊歐西歐德國王伊歐答應援助，援軍在凱勒布蘭特平原之戰爆發時抵達，大敗半獸人部隊。
剛鐸將卡蘭納宏割予伊歐西歐德作為答謝，伊歐西歐德遂遷至卡蘭納宏，在早期，這是剛鐸的一部分，但在1636年的大瘟疫飽受蹂躪。
首九任的洛汗國王也是伊歐的嫡系，直至第九任國王聖盔·鎚手去世後，皇位由其姪弗里拉夫·茜爾德森繼承，形成另一嫡系，直至第三紀元末。
第三紀元2758年，登蘭德人在費瑞卡（Freca）之子沃夫（Wulf）的帶領下入侵洛汗，聖盔·鎚手死守號角堡（Hornburg），至翌年，剛鐸和鄧哈羅的援軍到達，擊退入侵者。
此後不久，白袍巫師薩魯曼進駐艾辛格，作為洛汗的強勁盟友，但戰後的洛汗要以200年時間才恢復兵力。
第三紀元3014年，薩魯曼開始運用他的影響力弱化國王希優頓，圖謀征服洛汗。第三紀元3019年，薩魯曼部下的強獸人軍隊開始大規模入侵洛汗，爆發了兩埸前哨戰（希優頓之子希優德於艾辛河渡口戰死），但在聖盔谷之戰中，野樹人胡恩的來援導致戰敗。
戰勝後，希優頓隨即率軍趕赴米那斯提力斯，協助擊破帕蘭諾平原戰役中魔多大軍對米那斯提力斯的包圍，希優頓戰死。
希優頓之姪伊歐墨繼承皇位。帕蘭諾平原戰役取得勝利後，伊歐墨跟隨亞拉岡率領剛鐸軍隊開赴黑門，並爆發黑門之戰，索倫因魔戒被摧毀而敗亡。
剛鐸攝政王的統治已成過去，洛汗國王伊歐墨及剛鐸國王亞拉岡重訂盟約並肯定了卡蘭納宏是洛汗人的領土。
踏入第四紀元，洛汗及重聯王國和平共存。精靈開始前往林頓，離開中土大陸。小部分留在中土協助重建王國。矮人在聖盔谷發展了一個部落，以開採那裡的礦石而逐漸興盛。

## 政治
洛汗是君主專政制度國家，據《魔戒三部曲》所載，國王在戰爭時統領軍隊，對軍事有絕對的權力。國家沒有設立議會。國王的顧問如葛力馬（Grima Wormtongue），可對國王施加影響力。

### 與剛鐸的同盟
早在第三紀元2510年，剛鐸與洛汗的盟約已存在。在那一年，東方人（Easterlings）向剛鐸發動大規模入侵。剛鐸軍隊於林萊河和銀流河之間迎擊，剛鐸軍隊被撀敗。當時，剛鐸與北方人的關係良好，於是向最近的北方人部落伊歐西歐德求援，雖然剛鐸並不期望會得到援助，但伊歐西歐德意外地答應援助。伊歐西歐德首領伊歐及其勇悍的騎士於凱勒布蘭特平原之戰爆發時突襲東方人部隊，扭轉了剛鐸的劣勢。剛鐸攝政王西瑞安將卡蘭納宏割予伊歐西歐德作為答謝。伊歐和西瑞安共同發表伊歐誓言，兩國永結同盟。洛汗多次兌現了盟約，包括在2885年協助剛鐸抵抗哈拉德林人（Haradrim）時犧牲了兩位國王後裔。他們是第十四任洛汗國王佛卡溫（Folcwine）之子法斯拉（Fastred）及佛克瑞（Folcred），死於波洛斯渡口之戰（Battle of Crossings of Poros）。後來，洛汗國王希優頓亦在帕蘭諾平原戰役實踐了盟約。

### 對登蘭德人之戰
洛汗以西是登蘭德人的領地，他們對於中土的自由子民懷有敵意。登蘭德人沃夫（Wulf）在長冬時期短暫篡奪了洛汗皇位。他是登蘭德人的領袖，帶領登蘭德人掠奪洛汗的城市。

### 向索倫進貢的謠言
魔戒聖戰期間，有謠言指洛汗人向索倫提供戰馬。這些謠言明顯是錯誤的。戰馬對洛汗人來說比任何物品都珍貴，不會輸出戰馬作為貢品，但這些謠傳仍有影響力。這謠言其實是因為薩魯曼搶奪了洛汗戰馬用作征戰而引起，這激怒了洛汗人。

### 葛力馬
國王希優頓聘用了葛力馬·巧言作為顧問（Wormtongue），並迅速成為首要顧問，他秘密為薩魯曼效力，弱化了希優頓及削弱了洛汗的國力，使洛汗在受到攻擊時建議退縮，還荼毒著希優頓。這對洛汗和剛鐸非常不利。但灰袍巫師甘道夫（Gandalf）來到伊多拉斯，破壞了葛力馬的計劃。

## 構思
洛汗文化和歷史的某些方面似乎表明，托尔金对洛汗的构思来源于哥特、斯堪的納維亞及中世紀的盎格魯撒克遜。
洛汗是馬上文化，類似東哥德人。洛汗人脫離了北方人的行列，向南遷移到与一个文明国家相邻的地域。洛汗与刚铎比邻，正如同哥德与拜占庭帝國比邻。
北歐神話的薩迦內（Hervarar saga）化為魔戒裡的幽暗密林。而哥德騎士和女戰士的形象則激起托爾金構思洛汗人的灵感，只是将真实世界的盎格魯撒克遜語作为小说中的洛汗语。
而洛汗人和登蘭德人的仇恨則類似大不列顛的盎格魯撒克遜移民和原居民凱爾特人（Celt）的衝突（順帶一提，中土大陸的辛達林語是來自威爾士語）。

## 重要的洛汗人
- 伊歐（Eorl）
- 聖盔·鎚手（Helm Hammerhand）
- 希優頓（Theoden）
- 希優德（Theodred）
- 伊歐墨（Eomer）
- 伊歐玟（Eowyn）
- 葛力马·巧言（Grima）
- 多個魔戒聖戰時期的主將，如葛林伯（Grimbold）、加姆林（Gamling）、哈瑪（Hama）、艾海姆（Elfhelm）、鄂肯布蘭德（Erkenbrand）

## 改編描述

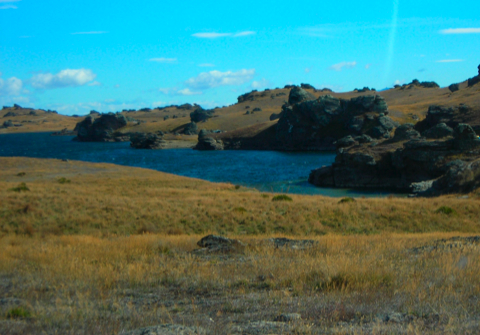
普本湖

新線影業公司由彼得·傑克遜製作的電影《魔戒三部曲》裡，洛汗的景色取景自新西蘭（New Zealand）奧塔哥中部（Central Otago）的普本湖（Poolburn Reservoir）。
《魔戒武器聖戰》（The Lord of the Rings: Weapons and Warfare）一書取材自電影《魔戒三部曲》，記錄了中土大陸的武器和軍事組織，但這並非托爾金中土大陸的權威性作品。這書混雜了一些電影修飾於托爾金的小說裡。